# Car Boris III Sofia
Car Boris III Sofia (bułg. СК "Цар Борис III" (София)) – bułgarski klub piłkarski z siedzibą w stolicy kraju, mieście Sofia, działający w latach 1935–1944.

## Historia
Chronologia nazw:
- 192?: Pliska Sofia (bułg. СК "Плиска" (София))
- 1935: Car Boris III Sofia (bułg. СК "Цар Борис III" (София))
- 11.10.1944: klub rozwiązano – po fuzji z Asparuch (Sofia), Diana (Sofia), Kniaz Kirił (Sofia) - sekcja Pliska (Sofia) i Lewski (Sofia) - sekcja Sportist (Sofia), tworząc Spartak Podujane

Klub Sportowy o nazwie Car Boris III został założony w Sofijskiej dzielnicy Podujane w 1935 roku na bazie klubu Pliska (Sofia), który już w latach 20. XX wieku występował w mistrzostwach Sofii, zdobywając tytuł mistrza II dywizji w sezonach 1927/28 i 1932/33. W debiutowym sezonie 1933/34 w I dywizji sofijskiej zajął 7.miejsce. W następnym sezonie 1934/35 już jako Car Boris III uplasował się na ostatniej 8.pozycji i został zdegradowany do II dywizji. W 1940 roku nastąpiła reorganizacji mistrzostw Bułgarii, wskutek czego klub został zdegradowany do trzeciej dywizji.
Klub istniał do 11 października 1944 roku, kiedy to został połączony z drużynami Asparuch (Sofia), Diana (Sofia), Kniaz Kirił (Sofia) - sekcja Pliska (Sofia) i Lewski (Sofia) - sekcja Sportist (Sofia) pod nazwą Spartak Podujane, który wkrótce, 9 listopada 1944 połączył się z Szipka-Pobeda Sofia i AS 23 Sofia w klub Czawdar Sofia.

## Barwy klubowe, strój, herb, hymn
|  |  |

Klub ma barwy zielono-czarne. Piłkarze domowe spotkania zazwyczaj grają w zielonych koszulkach, czarnych spodenkach oraz zielonych getrach.

## Sukcesy

### Trofea międzynarodowe
Do chwili obecnej klub jeszcze nigdy nie zakwalifikował się do rozgrywek europejskich.

### Trofea krajowe
| \| \| Zdobyte trofea w rozgrywkach Bułgarii (stan na: 31-05-2024) \| |                                                             |      |                    |
| Rozgrywki                                                            | Osiągnięcie                                                 | Razy | Sezon(y)           |
| · Mistrzostwo                                                        | I miejsce                                                   | 0    |                    |
| · Mistrzostwo                                                        | II miejsce                                                  | 0    |                    |
| · Mistrzostwo                                                        | III miejsce                                                 | 0    |                    |
| Puchar                                                               | zdobywca                                                    | 0    |                    |
| Puchar                                                               | finalista                                                   | 0    |                    |
| II liga                                                              | I miejsce                                                   | 0    |                    |
| II liga                                                              | II miejsce                                                  | 0    |                    |
| II liga                                                              | III miejsce                                                 | 0    |                    |
| II liga                                                              | 7. miejsce                                                  | 1    | 1933/34 (gr.Sofia) |
| Bułgaria                                                             | Zdobyte trofea w rozgrywkach Bułgarii (stan na: 31-05-2024) |      |                    |

- II Sofijska diwizija (D3):
  - mistrz (2x): 1927/28 (gr.Sofia), 1932/33 (gr.Sofia)

## Poszczególne sezony

### Rozgrywki międzynarodowe

#### Europejskie puchary
Nie uczestniczył w rozgrywkach europejskich.

### Rozgrywki krajowe
| \| Bułgaria \| Bilans występów klubu w rozgrywkach piłkarskich Bułgarii (Stan na 31 maja 2025 r.) \| \| |                                                                                    |        |       |   |   |   |    |    |     |                      |        |        |      |
| Poziom                                                                                                  | Rozgrywki                                                                          | Sezony | Mecze | Z | R | P | B+ | B– | Pkt | Lata                 | Awanse | Spadki | Naj. |
| I | Nacionałna futbołna diwizija / Dyrżawno pyrwenstwo                                 | 0      |       |   |   |   |    |    |     |                      |        |        |      |
| II | B RPG / Wtora PFG / Pyrwa PFL / B PFG / Wtora PFL                                  | 2      |       |   |   |   |    |    |     | 1933–1935            | 0      | 2      | 7    |
| III | Treta amatorska futbołna liga                                                      | 7+     |       |   |   |   |    |    |     | 192?–1933, 1935–1940 | 1      | 1      | 1    |
| IV | Obłastna futbołna liga                                                             | 4      |       |   |   |   |    |    |     | 1940–1944            | 0      | 0      | ?    |
| | Puchar Bułgarii                                                                    | 0      |       |   |   |   |    |    |     |                      | 0      | 0      |      |
| Bułgaria                                                                                                | Bilans występów klubu w rozgrywkach piłkarskich Bułgarii (Stan na 31 maja 2025 r.) |        |       |   |   |   |    |    |     |                      |        |        |      |

## Struktura klubu

### Stadion
Klub nie posiadał własnego stadionu. Drużyna rozgrywała swoje mecze domowe w Sofii na stadionie Sławii. 

## Kibice i rywalizacja z innymi klubami

### Derby
- AS 23 Sofia
- Byłgaria Sofia
- FK 13 Sofia
- Lewski Sofia
- SK Sofia
- Sławia Sofia
- Szipka Sofia